# Rodolfo Castillo
Rodolfo Ramón de Jesús Castillo Vargas (ur. 7 grudnia 1932 w San José, zm. 13 lipca 1994) – kostarykański sztangista, olimpijczyk.
Reprezentował Kostarykę na igrzyskach olimpijskich w Meksyku w 1968 roku w wadze lekkociężkiej. W wyciskaniu zaliczył tylko drugą próbę na 112,5 kg, pierwsza i trzecia (na 117,5 kg) były próbami nieudanymi. Po tej konkurencji Castillo zajmował przedostatnie miejsce (przed José Pérezem z Dominikany).
W rwaniu miał trzy próby udane (na 97,5, 102,5 i 105 kg) i miał najgorszy wynik ex aequo z Dominikańczykiem. Podrzut zakończył z wynikiem 140 kg (udało mu się to za trzecią próbą). Łączny wynik Kostarykanina (357,5 kg) dał mu przedostatnie 21. miejsce, przed wspomnianym Dominikańczykiem Pérezem (nie uwzględniono zawodników, którzy nie ukończyli).
Na igrzyskach w Meksyku Castillo był chorążym reprezentacji podczas ceremonii otwarcia igrzysk.